# غاري بردس
غاري بردس (بالإنجليزية: Gary Bradds)‏ مواليد 26 يوليو 1942 في جيمستاون - الوفاة 15 يوليو 1983، كان لاعب كرة سلة أمريكي. بدأ مسيرته الاحترافية في سنة 1964. تم اختياره من قبل فريق واشنطن ويزاردز خلال الدرافت. بلغ طوله 6 قدم 8 بوصة (2.0 م). حقق المركز الأول في دورة الألعاب الأمريكية 1963. اعتزل اللعب في 1971. لعب مع واشنطن ويزاردز وكارولاينا كوغارز.

## الميداليات
| الميدالية | المسابقة                    |
| --------- | --------------------------- |
| ذهبية     | دورة الألعاب الأمريكية 1963 |

## روابط خارجية
- غاري بردس على موقع إن بي أي (الإنجليزية)
- غاري بردس على موقع سبورتس رفرنس (الإنجليزية)
- غاري بردس على موقع كلية كرة السلة في سبورتس رفرنس.كوم (الإنجليزية)
- غاري بردس على موقع ريلجم (الإنجليزية)
- غاري بردس على موقع بروبوليرز (الإنجليزية)